# 원통고등학교
원통고등학교(元通高等學校)는 대한민국 강원특별자치도 인제군 북면 원통리에 있는 공립 고등학교이다.

## 학교 연혁
- 1974년 1월 5일 : 6학급 설립 인가
- 1974년 3월 1일 : 초대 강윤택 교장 취임
- 2004년 11월 4일 : 12학급 변경 인가
- 2024년 9월 1일 : 제22대 배정희 교장 부임
- 2024년 12월 31일 : 제49회 졸업식(69명, 총 졸업생수 6,319명)

## 참고 자료
- 원통고등학교 - 한국교육학술정보원 학교알리미